# Ildefonso Lee
Ildefonso Lee Valdés (Ciudad de Panamá, Panamá, 12 de marzo de 1936) es un levantador de pesas panameño.Compitió en los Juegos Olímpicos de 1964, los Juegos Olímpicos de 1968 y los Juegos Olímpicos de 1972.

## Biografía
Lee compitió en los IX Juegos Centroamericanos y del Caribe celebrados en Kingston, Jamaica en donde gallo la medalla de plata en la prueba de levantamiento de pesas en la categoría peso pluma -60 kg. Compitió en los en los Juegos Panamericanos de 1963 celebrados en São Paulo, Brasil en donde ganó la medalla de bronce en la prueba de levantamiento de pesas en la categoría peso pluma -60 kg. Compitió en los Juegos Olímpicos de Tokio 1964 en donde participó en la prueba de Levantamiento de pesas el 12 de octubre de 1964 en donde quedó en la posición nueve en donde levantó 340.0 k. Compitió en los X Juegos Centroamericanos y del Caribe celebrados en San Juan, Puerto Rico ganó la medalla de oro en la prueba de levantamiento de pesas en la categoría peso pluma -60 kg. en los Juegos Panamericanos de 1967 celebrados en Winnipeg, Canadá ganó la medalla de bronce en la prueba de levantamiento de pesas en la categoría peso pluma -60 kg. Compitió en los Juegos Olímpicos de México 1968 en donde participó en la prueba de Levantamiento de pesas el 14 de octubre de 1968 en donde quedó en la posición doce en donde levantó 350.0 k. Compitió en los XI Juegos Centroamericanos y del Caribe celebrados en la Ciudad de Panamá, Panamá en donde ganó la medalla de plata en la prueba de levantamiento de pesas en la categoría peso pluma -60 kg total, press, snatch y clean & Jerk. Compitió Juegos Panamericanos de 1971 celebrados en Cali, Colombia en donde ganó la medalla de oro en la prueba de levantamiento de pesas en la categoría peso pluma -60 kg arranque, plata: press, bronce: total. Compitió en los Juegos Olímpicos de Múnich 1972 en donde participó el 30 de agosto de 1971 en la prueba de levantamiento de pesas en la categoría peso Ligero 67 kg en donde quedó en la posición diecinueve en donde levantó 365.0 k.